# I Wanna Go
"I Wanna Go" é uma canção da cantora norte-americana Britney Spears de seu sétimo álbum de estúdio, Femme Fatale. É o terceiro single do álbum, lançado nos Estados Unidos em 14 de junho de 2011. Foi escrita por Shellback, Max Martin e Savan Kotecha, sendo produzida por Martin e Shellback. "I Wanna Go" é uma canção dance-pop e Hi-NRG, com uma melodia de som de assobio e vocais gagos, nas quais a cantora canta sobre a perda de inibições. Durante uma entrevista à Rolling Stone, a cantora afirmou que o assobio ainda lhe deixa impressionada cada vez que ouve, acrescentando também que as melodias de Martin são "incríveis" e ele estava sempre chegando com "sons estranhos que ela ama".
A canção recebeu revisões mistas dos críticos. Alguns elogiaram a faixa por ser eficaz e por destacar o seu gancho, enquanto outros a chamam de repetitiva e rejeitaram os vocais chamando-os de processados. Mesmo antes de se tornar um single e sem nenhum tipo de divulgação, "I Wanna Go" entrou na Billboard Hot 100, Canadian Hot 100 e paradas internacionais sul-coreanas devido a vendas do álbum. Após o seu lançamento como um single, a canção traçou no top quarenta do Canadá, Nova Zelândia e Estados Unidos. Spears se apresentou com "I Wanna Go" na Femme Fatale Tour (2011).
O vídeo musical foi dirigido pelo diretor americano Chris Marrs Piliero, com quem trabalhou com Spears pela primeira vez, e que já digiriu o videoclipe de "Blow" da cantora e compositora americana Kesha. As filmagens para o vídeo foram realizadas entre os dias 24 e 25 de maio em Los Angeles, Califórnia. O vídeo que estreou em 22 de junho de 2011, mostra Spears "sonhando acordada" numa coletiva de imprensa sobre uma série de eventos, acaba sendo perseguida por paparazzis cyborgs e logo após é resgatada pelo ator Guillermo Díaz. Piliero explicou o vídeo como "um boato ridículo e exagerado sobre sua vida e carreira". O vídeo mostra referências de filmes como Half Baked, Crossroads e Terminator 2: Judgment Day. Ele recebeu opiniões positivas dos críticos, que foi elogiado pelo seu espírito divertido. Na primeira semana de estreia, o vídeo conseguiu mais visualizações do que seus anteriores Till The World Ends e Hold It Against Me. No dia 13 de julho de 2012, o vídeo ultrapassou os 100 milhões de visualizações sendo o primeiro de Britney a atingir a marca, tornano-o o vídeo mais assistido dela, porém outros videoclipes já teriam atingido essa marca como Womanizer, porém devido à mudança do canal da cantora no Youtube ir para o Vevo a contagem de visualizações iniciou-se do zero novamente. A cantora receberá um certificado do Youtube pelos fãs comemorando os 100 milhões de visualizações.

## Antecedentes
"I Wanna Go" foi escrita por Shellback, Martin Max, e Savan Kotecha, sendo produzida por Martin e Shellback. A canção foi gravada no Broadcast Music Incorporated com o título legal de "I I I WANNA GO O O". Kotecha falou ao Digital Spy sobre a música em 3 de maio de 2011, afirmando que ele havia escrito a canção cerca de um ano e meio e que era provável que fosse um futuro single, devido à reação positiva. Em 10 de maio de 2011, o sítio de seguidores de Britney Spears, BreatheHeavy.com anunciou que "I Wanna Go" seria lançada como o terceiro single do álbum. No dia seguinte, um dos sítios oficiais de Britney Spears, anunciou que o terceiro single ainda não tinha sido escolhido. Na mesma publicação, o sítio abriu uma enquete para os fãs escolherem o terceiro single de Femme Fatale. Baseado em 19.538 votos, a canção mais votada foi "I Wanna Go" com 38% dos votos, seguido por "Trip to Your Heart" que conquistou 18% dos votos totais. Depois de ver a tendência clara dos resultados da enquete, em 13 de maio de 2011, a Jive Records emitiu um comunicado que confirmou oficialmente "I Wanna Go" como o terceiro single de Femme Fatale. Também confirmou no mesmo dia que Chris Marrs Piliero seria o diretor do videoclipe. No mesmo dia, a cantora confirmou a liberação de informações em sua conta na rede social Twitter e considerou que assim como seus fãs que tinham escolhido a canção na enquete, esta também era a sua música favorita para ser lançada como tal.

## Composição
"I Wanna Go" foi escrita durante o mês de outubro de 2009 pelo trio formado pelo compositor americano Savan Kotecha e pelos produtores suecos Max Martin e Shellback, todos eles já tinham escrito canções para Spears no passado, especialmente Max Martin, que trabalhou com Spears desde sua estreia na música em 1998. Savan Kotecha e Shellback trabalharam com Britney Spears pela primeira vez em 2008, foi então que eles (juntamente com Max Martin) co-escreveram a controversa canção "If U Seek Amy" para o seu sexto álbum de estúdio, Circus.
"I Wanna Go" é uma canção dance-pop e Hi-NRG que inclui elementos de techno e um baixo "pesado". Spears dá gritos e risadas praticamente durante toda a canção, também retira o "e" no pré-refrão da canção: "Shame on me to need release uncontrollably". No pré-refrão ela canta: "I I I wanna go O O all the way taking out my freak tonight", Liricamente a canção fala sobre perda de inibições, que ficam claras quando ela canta: "I I I wanna show all the dirt I got running through my mind", enquanto divertidamente desculpa-se por sua necessidade de liberação sexual. Caramanica do The New York Times afirmou que Spears canta sobre o "scrum" que a rodeia em "Lately people got me all tied up, there's a countdown waiting for me to erupt".

## Produção
"I Wanna Go" foi produzida por dois co-escritores suecos, Martin Karl "Max Martin" Sandberg, que é considerado um dos compositores e produtores mais prestigiados da indústria da música, e Karl «Shellback» Schuster, que surgiu na indústria em 2008 como compositor e no ano seguinte como produtor. Para as datas de gravações de Femme Fatale, Shellback tinha 26 anos e foi produtor juntamente com Max Martin, que é considerado como seu mentor. Martin que tinha 40 anos de idade e havia figurado, entre outras coisas, nos créditos de nove singles anteriores de Britney Spears, incluindo seu primeiro e bem sucedido single de estreia "...Baby One More Time". Os outros oito singles em questão são: "(You Drive Me) Crazy", "Oops!... I Did It Again", "Lucky", "Stronger", "Overprotected", "I'm Not a Girl, Not Yet a Woman", "If U Seek Amy" e "3"; sendo este último, produzido por Max Martin e Shellback, e o primeiro e único single de seu segundo álbum de coletânea, The Singles Collection lançado em 2009. Max Martin também foi um dos dois produtores executivos de Femme Fatale e foi destaque nos créditos, por escrever e produzir os dois primeiros singles do álbum, "Hold It Against Me" e "Till the World Ends". Além de co-escrever e produzir "I Wanna Go", a dupla composta por Max Martin e Shellback co-escreveram e produziram duas músicas de Femme Fatale, "Criminal" e "Up N 'Down", sendo que esta última apenas foi incluída na edição deluxe do álbum de estúdio e também foi produzido por Oligee.
A capa simples de "I Wanna Go" foi lançado na segunda-feira, 6 de junho de 2011, por um dos sites oficiais da cantora, Britney.com. No mesmo dia em que "I Wanna Go" começou a ser enviados para estações de rádio nos Estados Unidos como o terceiro single do álbum Femme Fatale. Sua fotografia foi tirada pelo fotógrafo Roderick Trestrail II, durante as filmagens do videoclipe para o single, que foi realizado entre 24 e 25 de maio de 2011. Na capa, Britney Spears está sorrindo com listras coloridas no cabelo loiro e liso, e vestindo um top branco, que mostra o esqueleto do personagem fictício Mickey Mouse. Que serve como ironia e reminiscência da participação da cantora no The Mickey Mouse Club, do canal de televisão a cabo Disney Channel, que Spears fez parte ainda quando tinha 11 anos de idade em 1992. Nele, Britney Spears lançou compartilhada com seus contemporâneos e atuais cantores Christina Aguilera e Justin Timberlake, e se tornou uma figura reconhecida na televisão dos EUA, que apoiou o início de sua carreira seis anos depois.

## Videoclipe

### Desenvolvimento
"Deixe-me dizer uma coisa, tudo isso não passa de bobagem. Todo o artista tem equipe de empresários, é o trabalho deles. Eles são pagos para isso. Eu trabalho com o artista. Sua pergunta está perfeitamente de acordo com todo o conceito do vídeo e aquela coletiva de imprensa — é um rumor ridículo e exagerado sobre sua vida e carreira. Eu me encontrei com ela, falei com ela, discuti sobre o conceito com ela. Ela foi extremamente colaborativa. Ela sugeriu alternativas e mudou outras coisas. Assim como sua equipe, este era um conceito que Britney realmente gostava. Ela teve grande parte de participação no processo de criação".

Chris Marrs Piliero, respondendo a rumores de que Spears era um fantoche sobre o conceito do videoclipe.
O videoclipe de "I Wanna Go" foi dirigido por Chris Marrs Piliero e filmado em Los Angeles, Califórnia. Em uma entrevista para o New York Post, Piliero explicou que Spears entrou em contato com ele e pediu-lhe para unir um conceito para o vídeo. Ele afirmou que a ideia inicial partiu da letra da canção de "ser um pouco inapropriado", dizendo: "[...] isso se destacou, mas eu não queria fazer um vídeo que fosse todo sobre inadequação sexual — que não era a vibe que nenhum de nós queria". "Estávamos na mesma ideia sobre explorar maneiras divertidas para ela ser inadequada. Ela é Britney Spears. — Como você reagiria se você pedisse um autógrafo e ela agarrasse sua bunda?!?". No que diz respeito a não fazer "apenas outro vídeo sobre paparazzi", Piliero comentou que viu todos os vídeos de Spears e queria "puxar" o que amava a partir deles, mas também dar-lhes algo novo. Ele disse, "Uma coisa que se destacou para mim foi de todas as suas referências para os paparazzi que estavam sempre mais de uma indicação do que uma ação. Ela nunca abraçou a oportunidade de atacar, eu pensei que esta era a oportunidade perfeita para fazer um tom de gozação, mas também levá-la a dizer "Foda-se". Piliero escreveu a abertura da cena da coletiva de imprensa sem saber se Spears iria aprovar, mas estava "feliz com a forma como Spears estava". Ele explicou que, tendo visto ela em How I Met Your Mother e Saturday Night Live, ele sentiu que nenhum de seus vídeos tinha realmente aproveitado de seu timing cômico. "Ela nunca teve um videoclipe onde poderia mostrar sua capacidade de atuar e se divertir com a comédia".

### Sinopse

Spears em cima de um táxi. O letreiro atrás dela Crossroads 2: Cross Harder, referenciando seu filme de estreia Crossroads (2002).

O vídeo começa numa coletiva de imprensa onde Spears, vestindo um top com a imagem do crânio do Mickey Mouse (em homenagem ao The Mickey Mouse Club), está recebendo perguntas ridículas como: "Is it true you banned junk food, smiles, candy, sunshine and laughter from your Femme Fatale Tour?". Enfurecida Spears diz aos repórteres: "Fuck you, fuck you, fuck you, you're cool, fuck you – I'm out", fazendo referência a uma cena do filme Half Baked (1998). Ela caminha em direção a rua, vestindo uma jaqueta de couro branca e saia preta com babados combinado com botas de combate cravejado. Ela autografa uma cópia do álbum Femme Fatale de um fã e depois sopra um beijo para um bebê quando ele assobia a melodia do refrão. Ela continua andando e pisca para vários homens, incluindo um policial, onde ele a revista sobre as pernas, enquanto ela é dobrada ao longo de um carro. Spears depois se afasta do policial, balançando umas algemas em torno de seu dedo enquanto ele abotoa sua camisa.
Ela continua andando pela rua, onde ela quebra a câmera de um paparazzi que estava tirando fotos suas. Surgem mais paparazzi e ela sai correndo, Então ela pula em cima de um táxi. Spears, em seguida, fica no topo dele, empunhando o microfone como uma arma contra os paparazzi. No outro lado da rua, um letreiro do cinema, aparece Crossroads 2: Cross Harder, referenciando seu filme de estreia Crossroads (2002). Depois que todos os paparazzi, mostram-se cyborgs, após terem sido derrubado no chão, eles começam a engatinhar para trás com os olhos vermelhos e seus rostos cheios de fios, semelhante a uma cena em Terminator 2: Judgment Day (1991). Um carro de repente pára e Guillermo Díaz diz a ela para entrar. Na cena seguinte, Spears dança no banco do passageiro com um top de biquíni rosa, enquanto Guillermo dirige e derrama uma caixa de leite sobre o seu rosto. O peito começa a faiscar, e Spears abre o seu paletó para revelar que ele também é um cyborg. As cenas seguintes corta de volta para a coletiva de imprensa, onde dá a entender que Spears estava sonhando acordada. Guillermo leva Spears para fora da sala, ele se vira para a câmera com os olhos vermelhos, e uma risada "diabólica" é ouvida, referenciando Thriller de Michael Jackson (1983).

### Alusões
O videoclipe "I Wanna Go" tem várias referências ao que tem sido a carreira de Britney Spears. O principal deles, ficou claro através do top branco usado pela cantora nas cenas onde ela aparece no vídeo musical. A este respeito, no top é estampado a imagem do crânio do personagem fictício Mickey Mouse. Por meio de uma ironia que lembra a participação da cantora no The Mickey Mouse Club, do canal de televisão a cabo Disney Channel, que fez parte do programa pela primeira vez quando a mesma tinha apenas 11 anos de idade em 1992, e na qual participou até dois anos depois. Nele, Britney Spears apresentava o programa com seus contemporâneos e atuais cantores Christina Aguilera e Justin Timberlake, e se tornou uma figura reconhecida na televisão dos Estados Unidos. Outra alusão no videoclipe, aparece nas cenas em que Britney Spears está em uma rua em Nova York no teto de um táxi, enquanto está sendo assediada por quatro paparazzi. Nelas, vemos um filme em bilheteria, o filme em cartaz é Crossroads 2: Cross Harder. Como uma alusão ao filme Crossroads em 2002, estrelado por Spears e representando sua estreia como atriz de cinema.

### Estreia e recepção
Em 17 de junho de 2011, a Jive Records anunciou através de um comunicado de imprensa que um teaser de 30 segundos teria estreia esclusiva noWatch What Happens: Live do canal de televisão dos Estados Unidos. Bravo em 19 de junho de 2011, e no canal Vevo de Britney Spears no Youtube simultaneamente. Foi revelada a estreia na MTV e no Vevo em 22 de junho de 2011. Jen McDonnell da revista Dose disse, "[...] Tudo soa muito estranho — e é", "Mas também tem muita diversão". Megan Gibson da revista Time afirmou que o vídeo é "aleatório, estranho e destinado a ser engraçado" e que "apesar da falta de dança, Britney parece agradavelmente enérgica e corajosa em 'I Wanna Go'", que é uma mudança reconfortante de seu olhar vazio' habitualmente". Gibson também comparou seu olhar no vídeo ao de Avril Lavigne. Sarah Anne Hughes do The Washington Post comentou: "Britney Spears pode realmente estar de volta. [...] O Vídeoclipe da canção mostra uma música muito animada de Britney que o mundo não tinha visto desde 'Toxic'". Jason Lipshutz da Billboard disse que o vídeo "continua Spears" e a representação visual da relação de Britney com os paparazzi e sua imagem pública, como já visto nos clipes de "Piece of Me" e "Everytime", "no entanto, o novo clipe dela é sem dúvida o seu mais divertido". Amos Barshad da revista New York declarou que o vídeo é inspirador em quase exatamente o jeito que pretende ser assim como o espírito da música, como refletido no vídeo, é de livre vontade a realização do sonho em face de uma sociedade repressiva. Jocelyn Vena da MTV, comentou que "Britney exibe o seu charme que seus fãs se apaixonaram uma década atrás, durante o desempenho, onde ela flerta com a câmera, seus olhos estão tão grandes e largos quanto seu sorriso". Na primeira semana de estreia, o vídeo conseguiu mais visualizações do que seus anteriores Till The World Ends e Hold It Against Me. No dia 13 de julho de 2012, o vídeo ultrapassou os 100 milhões de visualizações sendo o primeiro de Britney a atingir a marca, tornano-o o vídeo mais assistido dela, porém outros videoclipes já teriam atingido essa marca como Womanizer, porém devido à mudança do canal da cantora no Youtube ir para o Vevo a contagem de visualizações iniciou-se do zero novamente. A cantora receberá um certificado do Youtube pelos fãs comemorando os 100 milhões de visualizações.

## Recepção da crítica
Parker Bruce do Washington News afirmou que "I Wanna Go" funciona como "uma espécie de declaração 'missão' para o álbum Femme Fatale", acrescentando que "não é uma música inovadora, mas é fantasticamente eficaz e infinitamente libertadora e sedutora", ele também adicionou que "a canção combina um refrão cântico que estimula dançar sem raciocínio, com palavras repetidas e letras de canções 'descaradas' tipicamente de Britney Spears". Hannah Rishel do The Daily Collegian elogiou a canção e comentou que poderia ser o melhor single de Femme Fatale. O site Samesame.com.au declarou que "I Wanna Go" deveria ter sido lançada como primeiro single, em seguida o site descreveu a canção como, "O melhor hit de Spears desde 'Toxic'" e ousou dizer que é a melhor canção que Britney Spears já gravou, o site também declarou: [...] "Como foi tomada a decisão de que "Hold It Against Me" seria o melhor primeiro single, isso foi 'desconcertante'". Andrew Leahey do jornal The Washington Times, disse que, igual a "Till the World Ends", "I Wanna Go" tem uma linha de baixo "intenso" e é um tributo aos clubes noturnos. Por sua parte, Rich Juzwiak, do The Village Voice, catalogou junto com "Hold It Against Me" e "Till the World Ends" como umas das canções mais "consistentes" do Femme Fatale, além disso, considerou a canção como "perfeita" e citou a alegria na voz de Britney, pois em sua opinião os produtores conseguiram soar repetitiva a "gagueira", com o objetivo de maximizar o potencial do refrão da música.

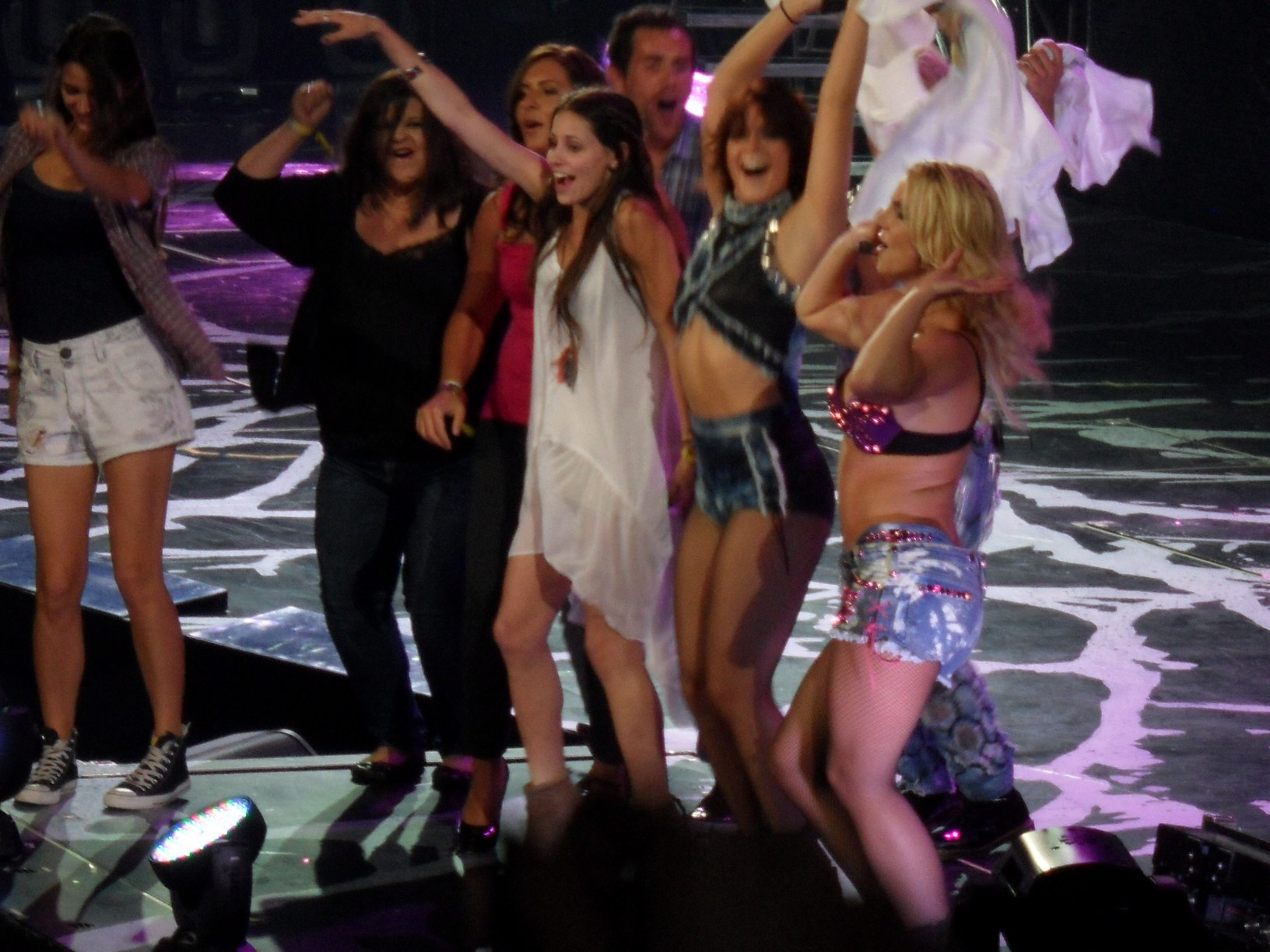
Britney Spears durante a peformace de "I Wanna Go" na Femme Fatale Tour.

Em um tom mais crítico, Thomas Conner, do jornal Chicago Sun-Times, disse que a voz de Britney está "processada" e que a letra da canção é uma das mais maciças do Femme Fatale, ele também disse que suas canções podem ser interpretadas por qualquer um, depois disso, ele disse, ironicamente, que "I Wanna Go" leva o cantor às notas tão altas que podem ser confundidas com a jovem cantora Jackie Evancho. Na mesma linha crítica, Sal Cinquemani do site Slant Magazine disse que se não fosse os assovios seria mais uma música da linha de montagem de Max Martin. Alexis Petridis, do jornal britânico The Guardian catalogou "I Wanna Go" igual a "Seal It With a Kiss", como uma das canções mais notáveis do Femme Fatale, ele também afirmou que é uma das músicas mais emocionantes. Evan Sawdey, da revista PopMatters, disse que na sua opinião, "'I Wanna Go' conta com um jogo estúpido de sílabas que se repetem até cansar", Além disso, ele citou, em detalhes, que o "ably" palavra do Inglês "uncontrollably", é cantada assim após as três primeiras sílabas da palavra, que chega ao ponto de parecer "estúpida".
Bill Lamb, do site About.com avaliou "I Wanna Go" com quatro de cinco estrelas () e disse que, dentro de suas virtudes, a canção conta com uma melodia dance-pop "gentilmente" e irresistivelmente para o verão americano de 2011, e que nela Britney Spears declara para "humanidade" que deseja desabafar seus pensamentos. No entanto, disse que seu único defeito é que carece de um "nocaute" claro. Ele observou que Britney Spears e Max Martin continuam criando puro pop e "I Wanna Go" "não se destaca como um dos melhores singles de Britney Spears, mas também não pode ser deixado de fora do extenso corpo do trabalho". O jornalista também considerou que Femme Fatale é "artisticamente, Britney Spears em todos os cilindros", os sons "mais relaxados" do que tem sido a sua carreira. Além disso, enumerou "I Wanna Go", como uma música cativante e claramente destinada ao entretenimento, e disse:
| “ | Essa não é a melhor canção ou a mais aventureira do álbum Femme Fatale de Britney Spears, mais uma melodia pop e de verão é necessário, e esta se adapta muito bem. Liricamente, "I Wanna Go" representa Britney Spears querer, como qualquer ser humano, seu cabelo voando solto sem ser julgada. O vídeo da música, dirigido por Chris Marrs Piliero é um ótimo complemento para o sentimento da canção. Mantendo o total do projeto Femme Fatale de qualidade, "I Wanna Go" é um dos singles lançados destacados para o verão. | ” |

## Apresentações
"I Wanna Go" foi interpretada pela primeira vez por Britney Spears, em 16 de Junho de 2011. Na cidade de Sacramento, no primeiro show de sua sexta turnê internacional, Femme Fatale Tour, de que "I Wanna Go" é uma parte de seu repertório.

## Desempenho comercial
Na semana de 3 de abril de 2011, "I Wanna Go" estreou na posição #73 na Billboard Hot 100 dos Estados Unidos, enquanto alcançava a posição #52 na parada Digital Songs devido a fortes vendas digitais. A canção estreou na posição #60 no Canadian Hot 100 na semana de 16 de abril de 2011. "I Wanna Go", também estreou na posição #1 da parada internacional GAON da Coreia do Sul, permanecendo na mesma posição durante três semanas consecutivas. Depois de seu lançamento como o terceiro single do álbum, a canção estreou na posição #37 da Pop Songs dos Estados Unidos na semana de 2 de julho de 2011. Também re-entrou no Hot 100 da Billboard na posição #89. Na semana seguinte, a canção subiu até a posição #29 no Hot 100, com vendas de 67.000 cópias. "I Wanna Go" se tornou o vigésimo primeiro single de Spears a alcançar o top quarenta da parada, se tornando terceira maior artista do sexo feminino (atrás de Taylor Swift, com 27, e Rihanna, com 22) nos últimos treze anos, desde sua primeira semana no gráfico em 21 de novembro de 1998. Em 4 de agosto de 2011, a canção atingiu o pico na posição #7, fazendo o Femme Fatale o primeiro álbum de Spears a atingir três singles no Top10. Tornou-se também seu quinto single seguido no Top10, a terceira artista feminina com mais singles no Top10 (atrás de Rihanna, com dezoito e Beyoncé, com catorze) desde sua primeira semana na parada.Junto com os sucessos:...Baby One More Time,Oops!...I Did Again,I'm Slave 4 U,Toxic,Piece Of Me,Gimme More,Womanizer,Circus,If U Seek Amy,Hold It Against Me e Till The Words Ends é um dos single mais famossos da cantora.

## Faixas e formatos
| Download digital |                              |         |  |
| N.º              | Título                       | Duração |  |
| 1.               | "I Wanna Go" (Versão Single) | 3:30    |  |

| Remixes |                                         |         |  |
| N.º     | Título                                  | Duração |  |
| 1.      | "I Wanna Go" (Versão Single)            | 3:30    |  |
| 2.      | "I Wanna Go" (Captain Cuts Club Mix)    | 4:43    |  |
| 3.      | "I Wanna Go" (Alex Dreamz Radio Edit)   | 4:07    |  |
| 4.      | "I Wanna Go" (OLIVER Extended Remix)    | 4:57    |  |
| 5.      | "I Wanna Go" (Deluka BS Radio Remix)    | 3:15    |  |
| 6.      | "I Wanna Go" (Wallpaper Extended Remix) | 4:03    |  |
| 7.      | "I Wanna Go" (Smash Mode Radio Remix)   | 3:49    |  |
| 8.      | "I Wanna Go" (Disco Fries Radio Remix)  | 3:34    |  |
| 9.      | "I Wanna Go" (Jump Smokers Radio Remix) | 4:51    |  |
| 10.     | "I Wanna Go" (Desi Hits! Remix)         | 4:36    |  |

| CD Single |                                   |         |  |
| N.º       | Título                            | Duração |  |
| 1.        | "I Wanna Go" (Versão Single)      | 3:30    |  |
| 2.        | "I Wanna Go" (Gareth Emery Remix) | 5:26    |  |

## Créditos
Crédidos adaptados do encarte de Femme Fatale.
| - Britney Spears - Vocal principal - Max Martin - Composição, produção e teclados - Shellback - Composição, produção, guitarras, teclados e baixo - Savan Kotecha - Composição, vocal de apoio | - Chau Pan - Vocal de apoio - John Hanes - Engenharia - Tim Roberts - Engenharia - Serban Ghenea - Mixagem |

## Desempenho nas tabelas musicais
| Parada (2011)                              | Melhor posição |
| ------------------------------------------ | -------------- |
| Alemanha (Media Control AG)                | 2              |
| Austrália (ARIA)                           | 31             |
| Áustria (Ö3 Austria Top 75)                | 35             |
| Bélgica (Ultratop 50 Flandres)             | 15             |
| Bélgica (Ultratop 40 Valônia)              | 5              |
| Brasil - Billboard Brasil Hot 100          | 25             |
| Brasil - Billboard Brasil Hot Pop          | 3              |
| Canadá (Canadian Hot 100)                  | 5              |
| Coreia do Sul (International Chart) (GAON) | 1              |
| Dinamarca (Tracklisten)                    | 2              |
| Eslováquia (IFPI)                          | 1              |
| Estados Unidos (Billboard Hot 100)         | 7              |
| Estados Unidos (Billboard Pop Songs)       | 1              |
| Estados Unidos (Hot Dance Club Songs)      | 1              |
| Finlândia (Suomen virallinen lista)        | 2              |
| França (SNEP)                              | 5              |
| Irlanda (IRMA)                             | 41             |
| Nova Zelândia (RIANZ)                      | 2              |
| Chéquia (IFPI)                             | 8              |
| Polónia (ZPAV)                             | 2              |
| Rússia (Tophit Hot 100)                    | 6              |
| Suécia (Sverigetopplistan)                 | 7              |
| Suíça (Media Control Charts)               | 25             |

| País                  | Certificação |
| --------------------- | ------------ |
| Austrália (ARIA)      | Ouro         |
| Estados Unidos (RIAA) | 2× Platina   |
| Suécia (GLF)          | Platina      |

## Histórico de lançamento
| País           | Data                | Formato                                   | Gravadora                |
| -------------- | ------------------- | ----------------------------------------- | ------------------------ |
| Europa         | 13 de junho de 2011 | Download digital – lançamento promocional | Jive Records             |
| Estados Unidos | 14 de junho de 2011 | Mainstream radio                          | Jive Records             |
| Alemanha       | 22 de julho de 2011 | CD Single                                 | Sony Music Entertainment |
| Reino Unido    | 7 de agosto de 2011 | Mainstream radio                          | Jive Records             |